# EasyBase
EasyBase war der Name einer RAM-basierten Volltext-Datenbank, die für die Atari-ST-Rechner entwickelt wurde. Es war der Versuch, das Prinzip der Karteikarte auf dem Computer umzusetzen. Die Besonderheit der Software war, dass man keine Datensatz-Kriterien, wie bspw. „Name, Vorname, Straße, Ort“ vorgeben musste. Man gab die Daten wie auf einem Blatt Papier ein. EasyBase hatte einen in vier Bereiche eingeteilten Bildschirm. Die untere Reihe war durch „Menü-Icons“ belegt, die man wahlweise mit Maus oder Tastatur bedienen konnte. Am rechten Bildschirmrand besaß EasyBase neun frei definierbare „Funktionsknöpfe“, ähnlich einem „Klemmbrett“. Diese konnte man mit Funktionen belegen, die man zwischendurch bei der Arbeit wiederholt benötigte. Sie waren also nur „einen Mausklick entfernt“ vom „Arbeitsblatt“. Den Mittelpunkt des EasyBase-Desktops bildeten zwei „überlappende“ Fenster. Eines der Fenster zeigte eine Auswahl/Liste von Datensätzen an, bspw. nachdem man einen Suchbegriff eingegeben hatte, das andere Fenster zeigte die „History“ der letzten Arbeitsschritte an. Am oberen Bildschirmrand hatte EasyBase eine Kommandozeile.
EasyBase konnte man wahlweise als Programm oder als „Accessory“ starten. Die Atari-Rechner ermöglichten ein „unvollständiges  Multitasking“. Dieses erlaubte, neben dem Hauptprogramm, max. 6 weitere sogenannte Accessories im RAM-Speicher zu halten, und zwischen den einzelnen Programmen zu wechseln. Diese hatten aber den Nachteil, dass sie während des laufenden Betriebs nicht beendet werden konnten, und somit Speicherplatz kosteten. EasyBase konnte man durch einfaches Umbenennen (EXE <> ACC) sowohl als Hauptprogramm wie auch als „Accessory“ nutzen. Entwickelt wurde EasyBase von der Firma Omikron, die sich heute auf die Entwicklung von Tools im Bereich Datenqualität spezialisiert hat. Von Omikron kamen auch das beliebte Omikron BASIC sowie Mortimer, ein Multifunktionstool, das die wichtigsten Tools unter einer Benutzeroberfläche vereinte.